# Hłyboczok (obwód chmielnicki)
Hłyboczok – wieś na Ukrainie w rejonie nowouszyckim obwodu chmielnickiego.